# Cuộc nổi dậy Thái Bình Thiên Quốc
Cuộc nổi dậy Thái Bình Thiên Quốc, còn gọi là Loạn Thái Bình Thiên quốc (太平天國之亂), là một cuộc nổi loạn quy mô lớn ở Trung Quốc giữa phong trào Thái Bình Thiên Quốc do người Khách Gia thuộc dân tộc Hán lãnh đạo chống lại nhà Mãn Thanh. Cuộc nổi dậy kéo dài từ 1850 đến 1864, tuy nhiên đến năm 1872 đội quân nổi loạn mới bị xóa sạch. Sau cuộc nội chiến đẫm máu nhất lịch sử, với khoảng 20 đến 30 triệu người chết nhưng con số thực tế có thể cao hơn rất nhiều, triều đình Mãn Thanh giành được thắng lợi cuối cùng, nhưng cùng với đó là những tổn thất lớn về mặt kinh tế và chính trị.
Lãnh đạo của cuộc khởi nghĩa là Hồng Tú Toàn người Khách Gia (một nhóm người Hán), tự xưng là em trai của chúa Giê-xu. Mục đích của cuộc nổi loạn mang tính chất tôn giáo, dân tộc, và chính trị: Hồng Tú Toàn muốn người Hán đổi sang đạo Bái Thượng đế, đồng thời lật đổ nhà Thanh của người Mãn Châu và thành lập nhà nước mới. Nhà nước đối lập Thái Bình Thiên Quốc được lập ra ở Thiên Kinh (nay là Nam Kinh) và chiếm được một phần đáng kể lãnh thổ phía nam Trung Quốc, với dân số đạt mức gần 30 triệu người.
Trong suốt một thập kỉ, quân đội Thái Bình Thiên Quốc chiếm đóng và giao tranh khắp khu vực thung lũng trung và hạ Dương Tử, leo thang thành một cuộc nổi chiến tổng lực. Đây là cuộc chiến lớn nhất Trung Quốc kể từ cuộc xâm lăng Trung Quốc của người Mãn Châu (1618-1683), trải dài khắp tất cả các tỉnh của Trung Quốc trừ Cam Túc. Cuộc nội chiến cũng là một trong những cuộc chiến đẫm máu và tàn khốc nhất lịch sử nhân loại, và là xung đột lớn nhất thế kỷ 19. Thậm chí tính theo số người chết, cuộc nội chiến này còn hơn cả Thế chiến thứ nhất. 30 triệu người đã bỏ chạy khỏi những vùng bị chinh phạt tới lập nghiệp tại những khu vực khác ở Trung Hoa. Cuộc xung đột cho thấy sự tàn bạo của cả hai phe. Giống như Cách mạng Tân Hợi sau này, lính Thái Bình Thiên Quốc thảm sát người Mãn Châu, dân tộc của gia tộc Ái Tân Giác La, cho rằng họ là ác quỷ. Trong khi đó, nhà Thanh cũng tiến hành thảm sát, nhất là đối với dân thường ở Thiên Kinh, thủ đô Thiên Quốc.
Sau khi bị suy yếu bởi cuộc đảo chính bất thành sự biến Thiên Kinh và cuộc xâm lăng Bắc Kinh thất bại, Thái Bình Thiên Quốc bị tiêu diệt bởi những phiến quân riêng lẻ, như Tương quân của Tăng Quốc Phiên. Tháng 5 năm 1862, sau khi hành quân xuống sông Dương Tử và giành lại thành phố An Khánh, Tương quân bao vây Nam Kinh. Hai năm sau, ngày 1 tháng 6 năm 1864, Hồng Tú Toàn qua đời; một tháng sau, Nam Kinh thất thủ trong Trận Nam Kinh thứ ba. Cuộc nội chiến kéo dài 14 năm làm suy yếu nhà Thanh nghiêm trọng, và chưa đầy 50 năm sau, nhà Thanh sụp đổ. Cuộc nội chiến làm trầm trọng thâm căng thẳng bè phái và thúc đẩy sự đi lên của chủ nghĩa địa phương, báo trước thời đại quân phiệt khi mà một người Khách Gia khác, Tôn Trung Sơn, lật đổ nhà Thanh trong cuộc cách mạng Tân Hợi năm 1911.

### Nguồn gốc

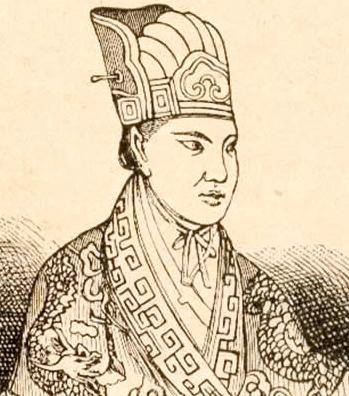
Tranh vẽ Hồng Tú Toàn, vào khoảng năm 1860

Triều đại nhà Thanh, khoảng năm 1820

## Lịch sử